# Großweikersdorf
Großweikersdorf – gmina targowa w Austrii, w kraju związkowym Dolna Austria, w powiecie Tulln. Według Austriackiego Urzędu Statystycznego liczyła 3045 mieszkańców (1 stycznia 2014).